# Чето
Чето је насеље у Италији у округу Бреша, региону Ломбардија.
Према процени из 2011. у насељу је живело 272 становника. Насеље се налази на надморској висини од 458 м.

## Становништво
Према резултатима пописа становништва 2011. у општини је живело 1.950 становника.
| 1951. | 1961. | 1971. | 1981. | 1991. | 2001. | 2011. |
| ----- | ----- | ----- | ----- | ----- | ----- | ----- |
| 1.202 | 1.265 | 1.417 | 1.608 | 1.746 | 1.860 | 1.950 |